# 宁波博物馆
宁波博物馆又名鄞州博物馆，建筑界也常称为宁波历史博物馆，是中国浙江省宁波市的一所综合性博物馆。宁波博物馆为宁波市与鄞州区合办，位于鄞州区首南中路1000号，2008年12月5日开馆。博物馆由中国知名建筑师，普利兹克建筑奖首位中国籍获奖者王澍设计，建筑形态以山、水、海洋为设计理念，以民间收集的明清砖瓦组成瓦爿墙和毛竹铸成混凝土墙作装饰，突出江南民居的特色。同时，建筑周围用水池环绕，代表海洋在宁波历史中的作用。馆内设有宁波历史、宁波民俗等常设展览，并与其他博物馆合作开设特别展览。2012年，宁波博物馆被国家文物局评为国家一级博物馆。同时，宁波博物馆也是国家4A级旅游景区和浙江省爱国主义教育基地。

## 历史

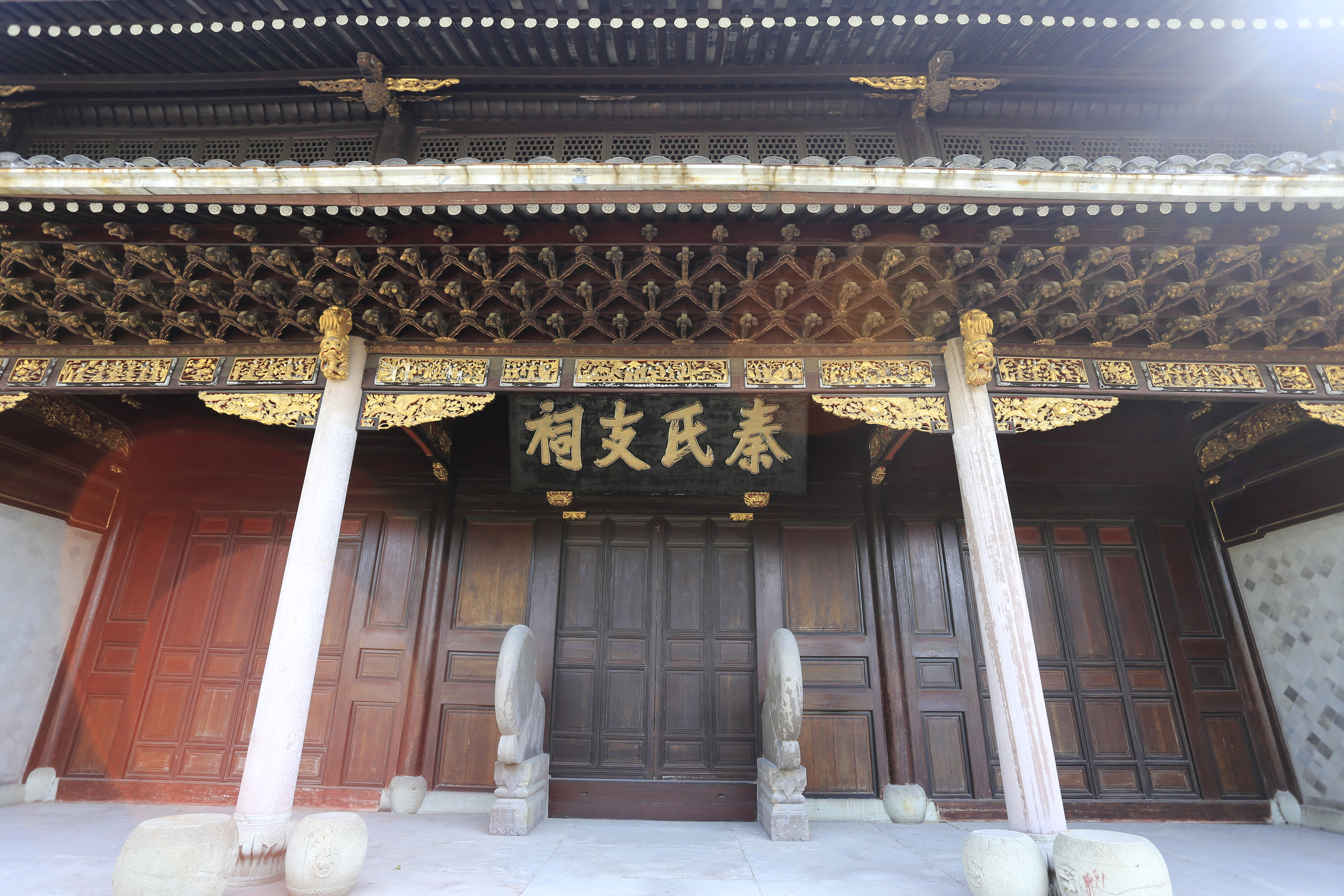
曾作为宁波市博物馆场地的秦氏支祠

宁波博物馆的历史可以追溯到1989年成立的宁波市博物馆。当年，宁波市博物馆由宁波市文物考古研究所分立，并与宁波市展览馆合并而成，馆址位于药行街117号（今宁波市文化馆所在地），为宁波市第一家综合性博物馆。当时，宁波博物馆建筑为五层钢筋混凝土楼房，四层设有“宁波史迹陈列”，一、二、三层为临时陈列场所。1994年，宁波市博物馆整体并入新成立的天一阁博物馆，而宁波史迹陈列也被移至修复后的历史建筑秦氏支祠中。与此同时，宁波博物馆新馆的筹备工作展开。2004年，与鄞州博物馆合办的宁波博物馆新馆获得正式立项并选址于鄞州中心区。次年，在宁波博物馆设计国际邀请竞赛中，来自中国、德国、法国的七套设计方案最终入围，并经过市民投票和专家打分，于8月正式揭晓最终方案，获胜方为中国美术学院风景建筑设计研究院。2006年8月31日，宁波博物馆新馆正式开工建设，并于2008年12月5日建成开馆，从此结束与其他机构共用馆舍的历史。此后4个月间，参观人数即突破40万人次。2011年，宁波博物馆成为国家4A级旅游景区。2012年，宁波博物馆被国家文物局核定为第二批国家一级博物馆，成为宁波第一座国家一级博物馆。

## 建筑
宁波博物馆建筑由中国知名建筑师王澍设计，该设计方案在两轮竞标中均以排名第一胜出，建成后成为王澍“新乡土主义”的代表作之一。

### 外形
在宁波博物馆开建之前，规划的博物馆区域北面已建成鄞州区政府大楼，东面已有鄞州区文化广场和鄞州区文化艺术中心，南面是鄞州公园，再往南则是规划中的宁波南部商务区，而原先位于该地的多座村庄已被拆迁完毕。因此，城市生机被空旷的尺度破坏，且博物馆离最近的建筑距离超过100米，无法相互联系。因而，王澍希望将宁波博物馆建成一幢“有独立生命的物”，而山是中国人隐藏文化之所。于是，王澍将宁波博物馆设计为一座山的片段。博物馆主体建筑长144米，宽65米，高24米，从三层起部分裂开成五部分，形成山体的形状，与外墙装饰结合，又可寓意历史街巷。在上部设计中，设计师有意模仿宋代山水画《溪山行旅图》和《万壑松风图》的笔意，在建筑南面营造的“山谷”中设置大型台阶，营造北宋式“正观”。同时，博物馆吸收宁波城市与水相伴的特点，在入口处布置一片人工水域，寓意宁波从渡口到江口再到港口的发展历史。水中设有河滩、芦苇、鹅卵石景观，入口处横贯的堤坝原样复制宁波古代重要水利工程它山堰，体现乡土特点。
- 博物馆西北角
- 面向城市的开放裂口
- 三层平台形成街市状
- 大型露天台阶
- 位于建筑中央的天井

### 功能设计
宁波博物馆内部由陈列区、服务区、库藏区、综合管理区四个部分组成，以东面主入口为界，分为南面的内部管理区和北面的公共开放区两个部分。中部设置天井，使得博物馆中心也能获得采光。由于博物馆设计时无法确定各展馆的展出内容，王澍设计了多条步行登高和自动扶梯相结合的路径，能够适应各种参观游览方式。位于开放区的中央大厅挑高24米，加上不同形态的空间组成了多层次、有变化的空间效果。人流设计则以各个展厅为节点，吸引观众作出多样化的参观选择。而对于文物则设置专用的运输通道，保证文物运输的安全。

### 装修
王澍在设计宁波博物馆前，曾经在南面的鄞州公园建成五座实验性建筑，统称宁波五散房，其中的部分工艺被应用到宁波博物馆中。宁波博物馆的外墙墙面通过两种方式装饰而成。第一种方式被称为“瓦爿墙”。这种工艺使用数十种砖瓦混台以砌筑墙体，曾在宁波地区广泛使用，但随着时代变迁已逐渐停用。王澍在设计宁波博物馆墙面之前，曾在宁波慈城调研将瓦爿墙融入现代建筑的可能，并将这一技术实验性地用于五散房中画廊的修建。建造宁波博物馆时，最终确定使用瓦爿墙。为此，施工方收集了周边大量的旧砖瓦，包含青砖、龙骨砖、瓦片、缸片等形态，其中不少为明清砖瓦，并在墙面上形成抽象的图样。增设托梁等工艺方式在施工中被采用，用以克服了砖瓦难以砌筑高墙的技术难题。这一工艺不仅复活了传统，也体现了博物馆收集历史的特点和节约理念，一经使用，便得到了广泛好评。另一种方式被称为“竹条模板混凝土”，利用竹条作为模板，加入混凝土，此后撤去竹条，从而将竹的纹理保留在混凝土表面。这一工艺首先在政府职能带绿化工程景观墙中实验，其后应用到宁波博物馆的建设。这两项工艺的采用使得宁波博物馆成为中国首个大规模运用废旧材料建造的博物馆。博物馆的内部装修则采用了钢筋构架、玻璃、清膏龙骨吊顶等现代元素与竹编等传统产物相结合，体现不同的时代感。
- 瓦爿墙
- 竹条模板混凝土
- 窗户设置
- 馆内长廊
- 内部电梯和清膏龙骨吊顶

## 陈列

### 主题馆
主题馆位于博物馆二层，是宁波博物馆最大的展区，设有“东方‘神舟’——宁波历史陈列”常设展览，重点展出宁波从史前河姆渡文化经过隋唐直至民国的整个城市发展史。展出重点包括宁波史前文明、城市建筑发展史、对外贸易和对外交流发展史、浙东学派发展史、宁波商帮发展史和近代反侵略历史。展出了大量宁波本土出土的文物、历史场景和历史照片。
展览包括远古文明、拓展三江、州城确立、国际港城、海定波宁、东南都会和开埠通商七个部分。
第一部分（远古文明）主要展出从远古到春秋战国宁波出土的文物，包括河姆渡陶豆、木桨、独木舟装饰以及宁波出土的春秋战国时期文物。第二部分（拓展三江）主要展出秦代建立句章城至821年（唐长庆元年）在三江口建立明州城的历史。第三部分（州城确立）展出唐代宁波（时称明州）城市盛况，包括越窑的发达，明州港和海上丝绸之路的繁荣以及随之而来的明州城市的发展。第四部分（国际港城）展出宋元时期宁波（时称庆元）的发展情况。包括宁波本土教育的发端和四明学派的出现，宋元市舶司的设立和对港口贸易的影响和元代海外贸易的繁荣。第五部分（海定波宁）展出明代海禁给宁波贸易带来的冲击，双屿港走私贸易的一度繁荣，倭寇侵扰和抗倭斗争，天一阁藏书文化的出现和以王阳明、朱舜水等人为代表的浙东学派在思想史上的贡献。第六部分（东南都会）展出清初以张煌言为代表的宁波抗清斗争，清代以黄宗羲为代表的宁波学术的鼎盛时期和开放海禁后宁波对外交流的兴盛。第七部分（开埠通商）展出宁波在第一次鸦片战争及中法战争中的历史，宁波开埠后西方对宁波造成的影响和宁波商帮的形成、发展与兴盛的过程。
该陈列曾获得第八届全国博物馆十大陈列展览精品最佳创意奖和最佳服务奖两个单项奖。
- 新石器时代牙雕鹰首
- 战国羽人划舟纹铜钺
- 三国“吹弹胡人”堆塑罐
- “天封塔地宫殿”匾银殿
- “绍兴十四年”铭银塔

### 专题馆
宁波博物馆常设三个专题陈列，分别为“‘阿拉’老宁波——宁波民俗风物陈列”、“竹刻艺术——秦秉年先生捐赠竹刻珍品展”，均位于博物馆三层。此外，在馆外的鄞州公园另设“李元摄影艺术馆”。
“‘阿拉’老宁波——宁波民俗风物陈列”位于博物馆三层，利用蜡像、仿造建筑、影像复原和互动服务等方式展现宁波缸鸭狗、楼茂记、齐全寿、状元楼等老字号商铺组成的旧式商业街街景，十里红妆等民俗活动，朱金木雕、骨木镶嵌、泥金彩漆、金银彩绣等宁波传统工艺和甬剧、唱新闻、马灯调、宁波方言等宁波文化特色。展出的文物多由市民无偿捐赠或由博物馆有偿租赁获得。该陈列被评为浙江省2010年度陈列展览精品奖。
“竹刻艺术——秦秉年先生捐赠竹刻珍品展”位于博物馆三层，展示收藏家秦康祥的哲嗣秦秉年捐献的历代竹刻艺术作品。秦康祥的竹刻收藏曾被文物专家王世襄、朱家溍称为“现知最重要的竹刻收藏”。
李元摄影艺术馆位于博物馆南面鄞州公园画廊内，该建筑为王澍设计的宁波五散房之一。艺术馆以宁波籍摄影家李元的名字命名，承担摄影展览展示、讲座比赛和教育培训等功能。
- 宁波汤圆制作
- 清代提篮，采用泥金彩漆工艺
- 清代方盒，采用骨木镶嵌工艺
- 竹刻艺术馆中陈列的扇骨
- 李元摄影艺术馆

### 特别展览
特别展览区域位于宁波博物馆一层，设有两个展厅，面积分别为1800平方米和1000平方米。为弥补先天藏品储量不足的缺憾，开馆后，宁波博物馆先后与中国国家博物馆、故宫博物院、上海博物馆等博物馆及宁波帮收藏家合作开设各种特别展览，以满足观众对博物馆展品丰富性的需求。其中，2010年4月至6月与中国国家博物馆合作的“国家宝藏——中国国家博物馆典藏国宝展”特别展览参观人数超过25万人次，博物馆不得不为此打破原先每日3000人的限制人数。

## 社会参与

### 东方讲坛
“东方讲坛”是宁波博物馆推出的一项公益学术论坛，每月举办一到两次，结合博物馆展览，面向宁波公众介绍文博知识，曾先后邀请中国科技馆、中国美术学院、故宫博物院等处专家举办多场讲座，成为第二批浙江省社会科学普及示范基地。

### 宁博之约
“宁博之约”是宁波博物馆推出的流动博物馆项目，其目的在于通过图板、文物复制品和互动环节等形式，将博物馆的展览内容带到学校、社区、企业、福利院、偏远地区，使博物馆的服务延伸到馆外，也为社会弱势群体扩大文化视野提供便利。

### 志愿者
宁波博物馆是中国博物馆协会志愿者专业委员会所在地，自身拥有600余人的专业志愿者团队，其中有不少外籍人士参与，而博物馆的日常管理人员只有60余人。志愿者参与日常、辅助和特殊服务三类工作，每项工作又细分为日常讲解、大厅服务、摄影、文书处理、档案管理、办公室协助和大型活动协助等方面。这种划分方法与西方大型博物馆相近。除协助处理一般事务的志愿者外，宁波博物馆还拥有一批“博物馆之友”，为宁波博物馆丰富藏品、扩大影响力提供服务。

## 评价及影响

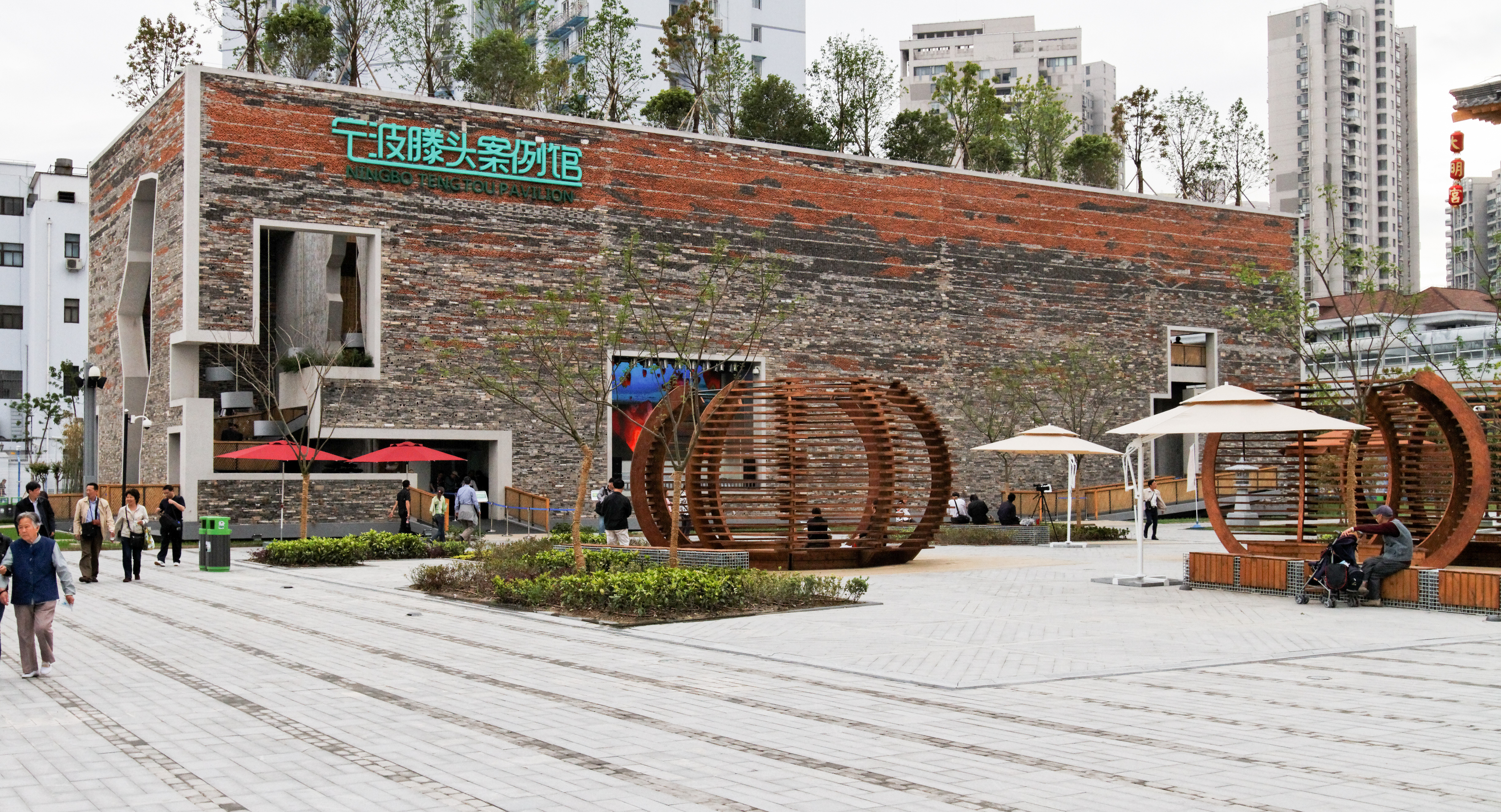
2010年上海世博会宁波案例馆，同样使用瓦爿墙工艺

宁波博物馆的建筑设计曾遭到甲方宁波市鄞州区城投公司代表的批评，认为在现代化的南部商务区附近建造一座使用“宁波最落后的事物”建成的博物馆并不合适。施工即将完成时，因担心市民无法接受博物馆的设计，城投公司暂停了拆除脚手架的工序。但在王澍与宁波市民交流后，其设计理念得到认同，宁波博物馆得以顺利开馆，并在开馆后连续数日迎来上万名参观者，获得了宁波市民的广泛好评。最终，城投公司代表承认，宁波博物馆的设计“从业界专家到深山里足不出户的老翁老媪直至各级行政领导都满意”。2009年11月，宁波博物馆获得中国建筑最高奖鲁班奖。
2012年，设计者王澍因宁波博物馆和其他一部分作品成为首位获得世界建筑学最高奖普利兹克建筑奖的中国籍建筑师。普利兹克奖评委，智利建筑师亚历杭德罗·阿拉维纳称宁波博物馆的建筑是“如此有力和震撼人心的杰作，以致你不需要参观就会被打动”。
上海世博会宁波案例馆同为王澍设计。因宁波博物馆瓦爿墙的良好反响，王澍被要求在宁波案例馆设计中采用类似的工艺，瓦爿墙成为宁波城市建筑的标志性符号。甚至有市民邀请参与建设宁波博物馆的工匠使用瓦爿墙建造自己的房屋。因其建筑特点，宁波博物馆也成为电影搜索、电视剧三体等多部影视剧的取景地。
国家文物局前局长单霁翔曾称宁波博物馆为中国“国内运作最好的地市级博物馆”，并数次对宁波博物馆的志愿者项目给予好评。

## 参观信息
宁波博物馆开馆时间为9:00至21:00，20:00停止参观者进入。周一除法定节假日外闭馆。宁波博物馆长期展览和部分特别展览为免费开放，每天发放限量参观券3000张。其余特别展览需要购票参观。每天上午10:00，下午14:00，博物馆为参观者免费讲解“东方神舟——宁波历史陈列展”主题展览和“阿拉老宁波——宁波民俗风物展”专题展览的内容。